# Killing Floor 2
Killing Floor 2 (キリング　フロア 2)は、Saber Interactiveの協力を得てTripwire Interactiveにより開発、発売されたFPSゲームである。これは2009年のKilling Floorの続編である。2015年4月に早期アクセス版がMicrosoft Windows用に公開され、2016年11月に製品版がWindowsとPlayStation 4向けに発売、そして2017年8月にXbox One向けにも発売された。またこのゲームはEpic GamesのUnreal Engine 3を用いて作られた。

## 概要
Killing Floor 2 は1人でも、6人までの協力プレイでも遊べるFPS（ファーストパーソンシューティング）ゲームである。生化学関連企業「ホージン社」が軍用クローンを作ろうとして、狂った研究員がそれをイギリスに解き放ってしまうというKilling Floor の設定を踏襲している。現在、クローンたちは急速にヨーロッパへ広がっており、EUの対応も妨げられていた。Killing Floor 2では、1作目からひと月ほど経っており、アウトブレイクはヨーロッパ全土に広がり、政府の崩壊や情報伝達システムの停止を引き起こしていた。
ゲームはプレイヤーがウェーブ中にZedと戦うのが主となっている。ウェーブが進むにつれ敵の数は増え、様々な種類の敵が登場し、最後にはボス戦となる。敵の数はゲームに参加しているプレイヤーの数で決まり、戦うボスの種類は最終ウェーブの開始時にランダムで決まる。プレイヤーは武器と回復注射器、また道をふさぐための溶接機を装備する。また、プレイヤーが持てる武器の重さには制限があるが、マップを探索することでランダムに配置された武器やアーマーが見つかることもある。
プレイヤーがZedを殺した際、ゲーム内のお金と経験値を稼ぐことができる。ヘッドショットのような、特定の殺し方をすると『Zed time』に入ることがある。これは数秒の間全てのゲーム進行がスローモーションとなり、戦闘における行動選択の時間をプレイヤーに与えることとなる。一度プレイヤーがマップ上に配置されれば、Zedたちは自動的にプレイヤーを追い、攻撃する。ダメージを受ければ、プレイヤーは医療用注射器を用いてヘルスを回復させることができ、またこれか他の回復アイテムをチームの仲間に使うと仲間を回復させられる。プレイヤーのヘルスが０になると死亡し、ウェーブの終わりまでリスポーンしない。ウェーブをクリアする前にすべてのプレイヤーが死亡するとミッションは失敗となる。プレイヤーは生き残るとお金をボーナスで手に入れられ、トレーダーと呼ばれる店でアーマーや弾薬、武器の売買に利用できる。トレーダーはウェーブとウェーブの間の限られた時間のみに、マップ上の定められた場所のみで開く。1ゲームあたりのウェーブ数は調整可能で、さらに４つの難易度、Normal、Hard、Suicidal、Hell on Earth（難度順）が利用できる。2016年の頭に公開されたシステムではdynamic difficultyの選択を含んでいた。これはコンピュータにより次のウェーブの強さを変えられ、プレイヤーの活躍により簡単にも難しくもなるというものである。
マッチを始める前に、プレイヤーは基本的な戦闘タイプを表すパークを一つ選ぶ（例：フィールドメディック、コマンド―、サポート）。それぞれのパークはスキル強化（例：特定の武器によるダメージ強化、他のキャラクターの回復、より効率的なドアの溶接）を持ち、あるパークの強化は他のパークを選べば利用できない。プレイヤーはそれぞれのパークの経験値をそのパークに関連する行動によって得られる。例えば他のプレイヤーを回復させることでは、フィールドメディックの経験値が得られる。プレイヤーはパーク経験値を適切なパークを利用していなくとも得られる。最も簡単には、デモリッショニストなら爆破系武器といったようにパーク特定の武器を使うことで、経験値は稼げる。レベルが上がるごとにパークによるスキルの能力は上がる。また5レベル毎に開放される、2つの特定のスキルの内１つを選んで使うことができる。このスキルにはゲーム中常に効果が発揮されるものと、行動した時に発揮されるものとの両方を兼ね備えるものもあるほか、他のチームメンバーに利益をもたらすものもある。また、操作するキャラクターの設定もできる。いくつかの既成キャラクターから操作するものを選んだり、服やアクセサリーを選べるが、これらのカスタマイズはあくまで外見上のものであり、ゲーム進行には何ら影響を及ぼさない。
2016年4月には、プレイヤー対プレイヤーのモードも追加された。このモードでは、一人以上のプレイヤーがZed側を操作する。ストーカーはチャージ無しで透明でいられるといったZedの能力が実装されている。

## 開発
Killing Floor 2は後のMAN EATERなどで知られるTripwire Interacitiveにより開発された。このゲームは2014年8月に雑誌PC GamerでMicrosoft Windows、Linux向けとして発表された。Tripwire の会長曰く、理想的なチーム規模と予算で開発できたのはKilling Floor 2が初めてである。前作のKilling Floorは10人、3か月の期間で開発されたが、2014年までにはチームは50人に拡大された。このゲームは大きく修正されたUnreal Engine 3を用いて開発された。開発者はUnreal Engine 4の利用も考慮に入れたが、進行中であった開発を無駄にしたくなかったことと、ローエンドコンピュータの場合クオリティは下がらないだろうと考えたため、利用しないことに決めた。開発チームは武器やパークのバランスに関するフィードバックを得るため、Steamの早期アクセスプログラムでこのゲームを公開した。
予算の追加によりこのプロジェクトは、Tripwire 初のモーションキャプチャーを利用したものとなった。モーションキャプチャーはサンディエゴにあるSony Computer Entertainmentのモーションキャプチャースタジオで使用され、これはクリーチャーや武器のアニメーションとして、一人称及び三人称両方の視点で利用された。このことにより、更なる細部やZed Timeというシリーズに登場するスローモーション中での忠実性のために高いフレームレートの武器アニメーションを使うことが可能になった。開発チームはまた、銃をリアルに感じられるようにデザインすることを目指していたが、既成のゲームの忠実性を再利用することにした。さらに汎用的なリロードアニメーションやゲーム中の銃の発砲の様子を、現実のそれと合致させるために火器のスピードローディングについて調査した。
このゲームのデザインにおける最初の3つの焦点は、弾薬、刃、そして血であった。これらの柱はM.E.A.T.（massive evisceration and trauma）という、流血の動きや暴力のグラフィック詳細を描くシステムの作成に繋がった。美術と制作のディレクター、David HensleyとBill Munkは共にTripwireのM.E.A.T.システムの参考としてSoldier of FortuneのGHOULシステムを参照していた。Killing Floor 2において、血の汚れはマップ上に残り続ける。そこでワールド内のオブジェクト上のテクスチャとなった血の代わりに、リアルタイムで血まみれのマップをより余計な処理の少ない血に修正していくシステムも作られた。前作のKilling Floorでは、敵であるスペシメンそれぞれが5つの解体パーツを持っていたが、Killing Floor 2においてはこの数がより様々な解体アニメーションのために22まで増えた。Zed Time中は血を強調するために赤を除くすべての色の彩度が下がっている。
このゲームではゲーム開始時には存在しない、動的で、破壊可能な光源、そして他の破壊可能なオブジェクトも特徴的である。格闘ではブロックのシステムが追加された点と、プレイヤーの動いている方向によって攻撃モーションが指定される点で改良があった。Tripwireは新しいパーク進行システムも紹介しており、これにより更なるカスタマイズが利用可能となる。レベル数の増加はより定期的なレベルアップを可能にした。それぞれのパークは現在、受動的ボーナスのスキルが調整できる。Tripwireは拡張モッドを利用可能にするために、Steam Workshopへのサポートの実装と、ソフトウェア開発キットの発売を予定している。このゲームのサウンドトラックはオリジナルの楽曲と認証されたロックやメタルの曲の混合でなっているのが特徴的である。
PlayStation 4版は2014年12月6日のPlayStation Experienceで発表された。GibsonはWindows版利用者の懸念していたところを取り上げ、内容の妥協にはつながらないと安心させた。
2015年11月、Tripwireはゲームのプレイには影響しない課金要素として、キャラクターの外見アイテムを買えるゲーム内ストアを追加した。多くのプレイヤーはこの追加に懸念を示した。この時点でゲームはまだ早期アクセスの状態で、近い時期に同様の状況がOverkill SoftwareのPayday 2で起きており、これにおける課金による追加コンテンツが厳しいフィードバックを受けていたからだった。Tripwireはこれに対し、今このコンテンツを追加することに決めたのは、早期アクセス版から最終的な製品版に上手く切り替えるためのフィードバックを得るためだったと述べている。また、同時に新しい武器のような新コンテンツも追加され、これらは同じサーバーのプレイヤーが皆楽しめる共通コンテンツとして扱われるとも述べた。2016年3月、TripwireはPC版をSteam Workshopのサポートを受けられるようアップデートし、ユーザーは自作のマップや武器、キャラクターモデル或いはその他の修正を利用できるようになった。
2016年11月18日、Windows版とPlayStation 4版が発売された。
Tripwireは最近の数年もゲームの改良を続けており、2019年12月、Saber Interactiveが2020年から開発支援を始めると発表した。

### 音楽
Killing Floor 2のサウンドトラックは2015年4月21日、Solid State Recordsからリリースされた。zYntheticのオリジナル楽曲に加え、様々なアーティストのメタル曲を含むところが特徴的である。
サウンドトラックオタクのJørn Tillnesはこのサウンドトラックに10点中9点を付け、「とてもクールだ。オーケストラ的であったり大作だというような瞬間は無く、ただ純粋にインダストリアルなメタルだ。常に最高というわけではないが、これを聞いたときに感じるものには何とも打ちのめされる。これはKilling Floor 2のようなクールなゲームに用いられて欲しいと強く思ってのスコアだ」。と述べた。

## 発売
PC Gamerの報道によるKilling Floor 2の発表に次ぎ、アメリカ版第254号で購読者にキャラクタースキンを配布すると発表した。翌日Tripwireはゲームの広告動画を配信した。2014年の6月と8月には、ゲーム内に登場する敵であるスペシメンらを紹介する二本の動画を公開した。2014年7月31日、Iceberg InteractiveはTripwireがKilling Floor 2をヨーロッパの小売店やそのほかのSteam以外のデジタルプラットフォームに進出させるとしたパートナーシップを発表した。2018年2月18日、TripwireはKilling Floor:Uncoveredという題で短編の実写映画を公開した。これは映画会社Type ABとの共同制作だった。映画では第一作のKilling Floorの前の出来事と、Zedのアウトブレイクが発生するに至ったその詳細が描かれた。
4月10日、Tripwireは4月16日まで有効なベータ版Killing Floor 2の鍵を配布した。4月21日、早期アクセス版がWindows向けにSteamで発売された。そして製品版は2016年にMicrosoft WindowsとPlayStation 4の両方から発売されると予定されていた。このゲームのオリジナルサウンドトラックはSolid Stateのレコードレーベルで、Living SacrificeやDemon Hunter、Impending Doomの曲を含んで同日に発売された。デジタルデラックスエディションという、サウンドトラックやデジタルアートブック、いくつかのゲーム内仮想アイテム、そして前作Killing Floorのコピーがボーナス内容として含まれたものが利用可能となっている。両方のゲームを編集した、Killing Floor:Double Featureが2019年5月21日に発売された。
Killing Floor 2は2020年7月にEpic Gamesにも追加され、またSteam版のWindows版とも一緒にプレイできるようアップデートがあった。

## 評価
Killing Floor 2はMetacriticというレビュー収集サイトによれば「全体的に好ましい」という評価を得た。しかし、以前までのゲームのように、リアルな描写やスペシメンを殺す以外の目的が不十分、マップ数が少ない、ゲームプレイの反復性が何度もプレイすることの価値を下げているといった、批判的なレビューもあった。

## ゲームモード

### サバイバル
Killing Floor 2における代表的なゲームモードであり、プレイヤーはソロ或いは協力プレイでAI操作の敵、スペシメンと戦い、いくつかのウェーブをクリアして最後にボスと戦う。ウェーブは4(short)、7(medium)、10(long)の中から選択可能で、難易度はNormal、Hard、Suicidal、Hell on Earthがある。
- ホールドアウトスタイル：ウェーブ毎にエリアを移動するマップ。
- オブジェクティブスタイル：一つのマップを自由に移動しながら戦う。時々目標が課されるウェーブがあり、指定の範囲に留まりながら戦うことや、指定の修理作業と戦闘を併行させることが求められる。

### VSサバイバル
人間チームとZedチームに分かれて戦うモード。人が操作しているZedは体が白く、視認できるようになっている。前半戦とチーム交代した後半戦からなり、得点で勝敗が決まる。

### エンドレス
サバイバルモード同様ウェーブを耐え抜くのが目的だが、死亡するまで終わりなくウェーブが続く。5ウェーブ毎にボスが登場し、のみならずウィークリーで見るような特殊な設定での戦闘が一定の確立で発生する。

### ウィークリー
週ごとに少し特殊な設定のサバイバルが公開される。例としては、Zedとプレイヤーがダメージに応じて背が縮むものや、Zedが死ぬ毎に爆発するなどがある。

### 任務
目標の達成がクリア条件のモード。Zedを倒しながら指示された任務を遂行する。このモードだけなぜかナレーションの日本語が不自然。

## パーク
このゲームではパークを一つ選んで戦闘する。パークごとに特性があり、それらを活かして戦うことが求められる。なお、パークはウェーブ毎に変更できる。
- バーサーカー：近接武器にダメージ強化があり、プレイヤーはダメージ耐性がある。また、スペシメンに掴まれなくなる。[50]
- コマンド―：アサルトライフルにダメージ強化があり、透明化した敵を味方も含めて見えるようにする。プレイヤーは敵のHPバーが見えるほか、Zed Timeを延長させることができる。[50]
- サポート：ショットガンにダメージ強化があり、持てる武器の重量も増し、また味方に弾薬を配布できる。[50]
- フィールドメディック：回復に関する強化があり、アーマー最大値や移動速度が上がる。[50]
- デモリッショニスト：爆発物にダメージ強化があり、ドア溶接時に罠を仕掛けられる。味方にグレネードを配布できるほか、致死ダメージを受けても一度生き残り、爆発を起こす。[50]
- ファイアバグ：火炎武器にダメージ強化があり、ハスクの火炎攻撃ダメージを軽減する。[50]
- ガンスリンガー：ハンドガンとレバーアクションライフルにダメージ強化があり、移動速度が上がる。[50]
- シャープシューター：スナイパーライフルやレバーアクションライフル、１丁持ちのリボルバーにダメージ強化があり、ヘッドショットダメージにも強化がある。[50]
- スワット：サブマシンガンにダメージ強化があり、その装弾数が増加する。アーマー強化やヘルスダメージカットも選択可能である。[50]
- サバイバリスト：すべての武器にダメージ強化があり、アーマー強化やヘルスダメージカットもある。[50]

## スペシメン
- シスト(Cyst)：いわゆる雑魚で、動きは遅い。[51]
- アルファクロト(Alpha Clot)：シストより少し強い。動きが少し速く、多少読みにくい挙動をする。[52]
- 暴徒(Rioter)：装甲で覆われたアルファクロトの上位種。周囲のスペシメンを走らせる「ラリー」なる効果を持っている。[53]
- スラッシャー(Slasher)：アルファクロトより足が速く、爪で切る攻撃をする。[54]
- クロウラー(Crawler)：床を這って接近したのちとびかかってくる。[55]
- エリートクロウラー(Elite Crawler)：クロウラーの上位種。胴体を撃つと毒ガスを放出する。[55]
- ストーカー(Stalker)：透明になり近づいてくるため、輪郭が時々見える程度でしか確認できない。[56]
- ゴアファスト(Gorefast)：右腕に鉈が付いたスペシメン。[57]
- ゴアフィンド(Gorefiend)：ゴアファストの上位種で、両腕に鉈が付いている。[57]
- E.D.A.R：実際にはスペシメンではなく試作セキュリティロボットで、レーザーを連射するブラスター型とミサイルを発射するボマー型、ビームで拘束を図るトラッパー型がいる。[58]
- ブロート(Bloat)：毒性の胆汁を吐き出してくる。動きは遅いが胴体の耐久力が高い。[59]
- サイレン(Siren)：アーマーを無視して直接ヘルスを削る音波攻撃をする。動きは遅いが耐久力は高い。[60]
- ハスク(Husk)：遠距離から火炎弾を撃ち、近距離では火炎放射を使う上、体力が減ると駆け寄ってきて自爆する。[61]

### 大型スペシメン
- スクレイク(Scrake)：チェーンソーを持ってゆっくりと寄ってくるが、一定ダメージを受けると発狂して駆け寄ってくる。爆撃に強く、銃撃に弱い。一般にSCと略される。
- フレッシュパウンド(FleshPound)：プレイヤーを10秒程度視界に入れるか、一定のダメージを受けると発狂して駆け寄ってくる。爆撃に弱く、銃撃に強い。一般にFPと略される。[62]
- クォーターパウンド(QuarterPound)：フレッシュパウンドの下位種。[63]

### ボス
- ドクター・ハンス・ヴォルター(Dr. Hans Volter)：人体増強とクローン技術の研究により1世紀以上前から生きている。銃撃と手榴弾による攻撃を主に行う。ダメージを一定以上受けるとプレイヤーからヘルスを吸収する。[64]
- ペイトリアーク(The Patriarch)：Zedの開発を進めたケビン・クレムリ―の自らを改造した姿。銃撃とロケットランチャーによる攻撃を行い、ダメージが一定以上に達すると、透明化して逃げ、Zedを解き放つ。[64]
- アボミネーション(The Abomination)：装甲をまとった大きなブロートのような容姿で、毒性の胆汁を吐いたり、それで出来たアボミネーションスポーンと呼ばれる小型Zedを作り、スポーンがプレイヤーの近くで破裂し胆汁をまき散らすなどの攻撃をする。2017年12月に追加された。[65]
- キングフレッシュパウンド(King Fleshpound)：接近攻撃と胸から撃つビーム攻撃を行う。ダメージを一定以上与えるとクォーターパウンドが召喚される。もともとウィークリーで登場していたが、2017年10月18日にボスとして追加された。[65]
- マトリアーク(The Matriarch)：ペイトリアークの娘、レイチェルで、父同様人体改造を自らに施した。テスラブラストという電撃や、プラズマキャノンという熱線攻撃、ライトニングストームという放電などを行う。E.D.A.Rシリーズを従えている。2019年12月に追加された。[65]

## マップ
- Outpost：初期からあるマップ。（2015年4月21日）北極圏に位置する基地。ヨーロッパでZedアウトブレイクが起こる中、ここの実験施設との連絡が途絶えた。何が起こったのか、そして生きているスタッフはいるのかを確かめるべくチームが派遣された。[66]
- Biotics Lab：初期からあるマップ。（2015年4月21日）ホージンの秘密研究施設は自ら生産したZedによってすでに占領されていた。やつらが外に出て世界の脅威となる前に施設を奪還せねばならない。[66]
- Burning Paris：初期からあるマップ。（2015年4月21日）パリはおびただしい量のZedに侵略され、街は破壊され、人々は散り散りにされた。街にい光を取り戻すべく戦う時がきた。[66]
- Volter Manor：アップデート「Lord Of The Manor」で追加されたマップ。（2015年5月26日）歴史あるこの館は、かつてはナチスの科学者で、現在はZed侵攻の主導者であるドクター・ハンス・ヴォルターのものである。アーチ形の天井、美しい木製の羽目板、そして大きな図書館に加え、この巨大な館は地下に科学的拷問室の数々がある。[67]
- Evacution Point：アップデート「Incinerate 'N Detonate」で追加されたマップ。（2015年9月1日）Zedアウトブレイクから多くの逃走が図られ、幾つかの成功はあったが、それより多くの人々が死んだ。デンマークのヘルシングエーアに位置するこのフェリー港は、フェリーに乗ろうとしている最中にZedによる侵攻を受けた。難民を救うには遅すぎるが、復讐を果たすにはまだ遅くない。[66]
- Catacombs：アップデート「Incinerate 'N Detonate」で追加されたマップ。（2015年9月1日）Zedで満たされたのはパリの通りだけではなく、その下にある地下墓地もまたそうだった。イタリア、ローマの下にある遺骨で満たされたトンネルはZed軍の住処となっており、やつらを排除するために骨と暗闇とに堪えることが生存者には要求されていた。[66]
- Black Forest：アップデート「Return Of The Patriarch」で追加されたマップ。（2015年12月3日）もう使われなくなったコテージが、ドイツの真っ暗な森の深くに位置し、そこでホージンのクローンユニットが事故を起こし静かな森林地帯に血と恐怖とをもたらした。Zedがドイツの中心部まで広がってしまう前にやつらを収容せねばならない。[66]
- Farmhouse：アップデート「Return Of The Patriarch」で追加されたマップ。（2015年12月3日）ヨーロッパの地方に散在しているような小さなファームハウス。不運にもその一つのもとにZedが出没したため、やつらが腐り、そして成長する機会を与える前に一掃しなくてはならない。[66]
- Prison：アップデート「Revenge Of The Zeds」で追加されたマップ。（2016年4月7日）ホージン生物工学調査施設のいくつかは、囚人を適正価格で被験体として利用可能な、国の監獄に手を出していた。そして今、監獄は血とZedの恐怖の死体安置所となっていた。[66]
- Hostile Grounds：アップデート「Bulls-Eye」で追加されたマップ。（2016年7月13日）ロンドンは生存者とZedどもの戦地であり続け、いづれも地上及び地下にいた。最初のアウトブレイクは収束されたが、現在は小さなアウトブレイクが定期的に歴史的都市で起こっている。Swift_Brutal_Death 製作のマップ。[66]
- Containment Station：アップデート「Bulls-Eye」で追加されたマップ。（2016年7月13日）宇宙でさえもZedアウトブレイクの危険がないわけではない。ホージン調査宇宙ステーションはZedによって荒らされ、これが地球へ墜落する前に奪還しなくてはならない。宇宙にて、Zedの頭蓋を砕くのが皆に聞こえる…宇宙ステーションの中にいる時にそうである。宇宙ステーションの外に出れば、そうでもない。Fel 製作のマップ[66]
- Infernal Realm：アップデート「Tactical Responce」で追加されたマップ。（2016年8月25日）孤独と不幸の地にある我々の夢の間の虚無の中。それは人類の地球上での創造物の恐怖を反映する絶望の領域。地獄。地獄のZedどもと、火炎、骨、巨大な時計。質問はするな。地獄のZed。クールだ。Swift_Brutal_Death 製作のマップ。[66]
- ZED Landing：アップデート「Tropical Bash」で追加されたマップ。（2017年1月19日）火山の噴火する時というのは少なからず懸念するところだ。ご存知の通り、南国での休暇は予期せず消え去ってしまった。Zed Landingへようこそ！ホージンの貨物機が墜落したおかげでこの島はZedどもに侵食された。やつらはみな、火山があなたを調理する前に食べたがっている。そうならなければその後実に、Zedどもはあのうるさいものではなくなる。バーベキューになるのだ。[66]
- The Descent：アップデート「The Descent」で追加されたマップ。（2017年3月21日）The Descent はVolter Manor の地下にある一連のエリアである。これらの部屋はハンスが彼の実験で用いている、より安全が保たれた施設であり、彼の酷い活動を止めるために一掃しなくてはならない。[66]ホールドアウトスタイル。
- Nuked：アップデート「The Descent」で追加されたマップ。（2017年3月21日）Zed問題を抱え核攻撃が迫っている、焼けて崩壊した都市の残骸。核の光を直接見てはいけない。そして身を竦め、目を覆うことを覚えておけ。Matt Zaneski 製作のマップ。[66]
- The Tragic Kingdom：アップデート「Summer Sideshow」で追加されたマップ。（2017年6月13日）かつては笑いと喜びの地であったこのカーニバルも、今は血と悲鳴と死の悪夢となった。もはやショーを見たり乗り物に乗って楽しむ人混みはやって来ない。やつらが殺しに来る。だからそうはさせるな。少なくともいくつかのカーニバルゲームと乗り物はまだ動く。[66]
- 悪夢（Nightmare）：アップデート「Halloween Horrors」で追加されたマップ。（2017年10月17日）飲んだくれピエロはつらい人生を送った。何も彼の思い通りには進まなかった。家族。仕事。連続殺人。彼はついに殺しをやめたが、被害者の運命は分からない。ホージンの最新技術を用いて飲んだくれピエロの潜在意識に入り込み、彼の悪夢の中で道を切り開け。幸いにも彼の狂気があなたに影響することはない。[66]ホールドアウトスタイル。
- クランプスの巣（Krampus Lair）：アップデート「Twisted Christmas」で追加されたマップ。（2017年12月12日）クランプスの巣は、曲がりくねって暗い材木置き場、工房、そして監獄のすべてだ。巣の中で道を切り開かねばならず、そしてクランプス管理下のその核心で、正門から悪い子のリストが保管されている彼の王室まで抜けなければならない。あなたの名前が悪い子リストに恒久的に載ってしまう前に、窮地を脱せるか？[66]ホールドアウトスタイル。
- DieSector：アップデート「Infinite Onslaught」で追加されたマップ。（2017年12月12日）このアリーナはペイトリアークが最新最高の創作を試験するために作られ、あなたはその中で正しくあらねばならない。ここは屈するまで彼があなたを永遠に大群に晒そうとしているところだ。そしてもちろん、永遠を意味しているのは生き延びた場合のみである。[66]エンドレスモード限定マップ。[68]
- Powercore：アップデート「Infinite Onslaught」で追加されたマップ。（2017年12月12日）この地下施設は少しの命を持ち、いくらか良い日々が見られていた。そして今、直近の復興担当が誰だったのか、なぜここはZedで満たされてしまったのかを明らかにするのが仕事だ。Motormouth 製作のマップ。[66]ホールドアウトスタイル。
- 飛行船（Airship）：アップデート「Treacherous Skies」で追加されたマップ。（2018年6月12日）ロックハートは帰ってきたが、彼の問題は解決していないようだ。最後に彼と会った時は、彼の飛行船へと発つのを助けた。今、彼を追って、空は最も危険な場所であることを知るが、それは単にクイーンビクトリア号を稼働させ続けなければならないからというだけではない！[66]
- ロックダウン（Lockdown）：アップデート「Treacherous Skies」で追加されたマップ。（2018年6月12日）冷凍睡眠から目覚め、赤色巨星近くの惑星を公転する船に乗っていることを知る。船に乗ったZedどもはもう既に全区画の騒乱を引き起こしていた。やつらが船体を散り散りに引き裂いてしまう前にZedの脅威を排除せよ。Rewire 製作のマップ。[66]
- Monster Ball：アップデート「Monster Masquerade」で追加されたマップ。（2018年10月2日）このモンスターの舞踏会はもうすぐ楽しく残忍な屋敷で開かれる。すべての住人はこのハロウィン仮装コンテストを印象付けるように着飾り、そしてあなたはこれに招待されている！だから今日の衣装を考え始めてくれ。この町で一番熱い新DJ、ハンスがターンテーブルに連れていき夜を盛り上げ始めた時、取り残されたくないと思うだろう！[66]
- サンタの工房（Santa's Workshop）：アップデート「Season's Beatings」で追加されたマップ。（2018年12月4日）『こちらサンタ、すべての傭兵たちに重要なメッセージがある。迫りつつある大きなミッションがあり、すばらしく魔法的で露骨な恐怖への対処に準備が出来ているチームを私は作っている。クランプスのアボミネーションが私の工房を盗んだので、これを取り戻すのだ。一緒に来る？』[66]ホールドアウトスタイル。
- ショッピング三昧（Shopping Spree）：アップデート「Season's Beatings」で追加されたマップ。（2018年12月4日）何らかの悪がこの商業ホールに潜んでいる。そう勿論このホリデーシーズンに、最新最高のギフト商品を誰かのために、あるいはもしかすると自分のために探しているあなたのような客について話している。Zerreth 製作のマップ。[66]
- Spillway：アップデート「Cyber Revolt」で追加されたマップ。(2019年3月26日）周りの本流が、荒廃状態に陥った機械の軋みや傷みをほとんど拭い去っている。巨大なコンクリート建造物に立つ前に、かつて強大だった川の力を利用する機構をつくれ。そして施設を元に戻す何かを手に入れてくれないか？ようこそSpillwayへ。[66]
- Steam Fortress：アップデート「Back ＆ Kickin' Brass」で追加されたマップ。（2019年6月18日）こちらロックハート、いくつかニュースがある。一つ目はいいニュース、我々は私のコルボ岬の要塞型隠れ家、Edenにたどり着いた。次は悪いニュース、我々は救いがたい密航者、海賊の如きクリーチャーを見ていないようだ。さあ急いで、我々には、つまり君にはやるべき仕事がある。君はたくさん動き回る、といっても単にこのあたりの使いをすると言っているのではない。交通手段を立ち上げ、稼働するために完了すべき目標を与える。すぐにやれ！[66]
- アッシュウッド精神科病院（Ashwood Asylum）：アップデート「Grim Treatments」で追加されたマップ。（2019年10月1日）アッシュウッド精神科病院に何があるのかを調べ、あなたを狩る準備が出来ている数えきれない奇妙なクリーチャーに満ちた幽霊のホールを目撃せよ。MotormouthとRewire製作のマップ。[66]
- Sanitarium：アップデート「Yuletide Horrors」で追加されたマップ。（2019年12月10日）不思議な実体がより強大なZed召喚のため暗黒の儀式を行っているので、休暇中のZedどもを吹き飛ばせ。Tiša製作のマップ。[66]
- Biolapse：アップデート「Neon Nightmares」で追加されたマップ。（2020年3月24日）『おそらく我々はここに来るべきでなかった』という考えが、施設の奥深くまで入り込んだ時商人の頭に一番に浮かんだ。新たな手掛かりは彼らをここ、クレムリ―博士がもっと…人間らしかったころ作業するのにお気に入りだった、オフィスと思われる地点に誘い出すための囮だった。多くの他の誘導は、別の罠だろう。delta-ranger製作のマップ。[66]ホールドアウトスタイル。
- Desolation：アップデート「Perilous Plunder」で追加されたマップ。（2020年6月8日）ジャングルの中にある秘密の掩体壕を探索し、放棄された施設内に残る全てのZedどもを殺せ。delta-ranger製作のマップ。[66]
- Hellmark Station：アップデート「Infernal Insurrection」で追加されたマップ。（2020年9月29日）奇妙で、おかしく、神秘的な時期になりつつある。悪魔のごとく現れ、お前に普段以上の仕事を与えるその地をさあ通り抜けるのだ。ロンドンを周る我々の監視ドローンのいくつかがその現象を捉えたため、何が起こっているのかを明らかにするため、そして更に重要な閉鎖のため、お前を送り込んだ。監視ドローンはお前がよく行っていた場所の近くの通りで悲鳴を聞いた。その地とはキングスクロスとして一般に知られている駅のことだ。[66]

- カスタムマップ：有志が製作した非公式マップ。主にSteamワークショップからダウンロードできる。[69]

## 武器
武器はPerkごとに分類されているが、選択したPerkによらずどれでも使える。しかし選択したPerkの武器を使えば何らかのボーナスが発生する。マルチPerkシステムにより、複数のPerkがボーナス対象となっている武器もある。
｛｝内は対応している別のPerk。

### バーサーカー
- クロベル・サバイバルツール
- VLAD-1000 ネイルガン｛サポート｝
- 刀
- ロード・レディーマー（DLC）
- ファイアアックス
- ヘモクロッバー｛フィールドメディック｝
- ツヴァイヘンダー（DLC）
- HRG テスランチャー
- パルベライザー｛デモリッショニスト｝
- エヴィスレイター
- ボーンクラッシャー
- スタティックストライカー
- バトルアックス
- イオンスラスター（DLC）
- 芝刈り機の刃
- EMP手榴弾

### コマンド―
- AR-15バーミントライフル
- SA80 L85A2 ブルパップ
- カラニシコフAK-12
- Mkb.42(H)カービンライフル
- SCAR-Hアサルトライフル
- ストーナー63A LMG
- ミニガン（DLC）
- KF-BAR
- HE手榴弾

### サポート
- SG500 ポンプショットガン
- HRG バックショット
- ダブルバレル・ブームスティック
- HZ12マルチアクション
- M4コンバットショットガン
- デュアル HRG バックショット
- AA-12オートショットガン
- ドゥームスティック
- マチェーテ
- フラググレネード

### フィールドメディック
- HMTech-101ピストル｛ガンスリンガー｝
- HMTech-201サブマシンガン
- HRG 回復放射器
- Hemogoblin
- HMTech-301ショットガン｛サポート｝
- 地雷再建機（DLC）
- HMTech-401アサルトライフル｛コマンドー｝
- HRG インシジョン
- HMTech-501手榴弾ライフル｛コマンドー｝
- 外科用メス
- メディック手榴弾

### デモリッショニスト
- HX25グレネードピストル｛ガンスリンガー｝
- C4爆薬
- M79 グレネードランチャー
- M16 M203アサルトライフル｛コマンドー｝
- アシカの情報提供者
- HRGカブームスティック
- RPG-7
- シーカーシックス
- ラッパ銃（DLC）｛サポート｝
- M32グレネードランチャー
- 万能ナイフ
- ダイナマイト1/2本

### ファイアバグ
- チョーク＆バーン
- スピットファイア｛ガンスリンガー｝｛シャープシューター｝
- デュアルスピットファイア｛ガンスリンガー｝
- ドラゴンブレス｛サポート｝
- Mac 10｛スワット｝
- HRG スコーチャー
- 火炎放射器
- HRG 焼夷ライフル
- ハスクキャノン｛デモリッショニスト｝
- ヘリオスライフル
- 消防士のナイフ
- モロトフ火炎手榴弾

### ガンスリンガー
- 1858リボルバー｛シャープシューター｝
- デュアル1858リボルバー
- M1911ピストル
- HRGウィンターバイト
- ライノ（DLC）
- .50デザートイーグル
- デュアルM1911ピストル
- デュアルHRGウィンターバイト
- .500マグナムリボルバー｛シャープシューター｝
- グロック18c（DLC）
- AF2011-A1
- デュアルライノ（DLC）
- デュアル.50デザートイーグル
- デュアル.500マグナム
- デュアルAF2011-A2
- デュアルグロック18c（DLC）
- ボウイナイフ
- 釘爆弾

### シャープシューター
- ウィンチェスター1894｛ガンスリンガー｝
- SPX 464センターファイア｛ガンスリンガー｝
- クロスボウ
- M14 EBR
- モシン・ナガン（DLC）
- レールガン
- FN FAL ACOG｛コマンドー｝
- 複合弓（DLC）
- M99 AMR
- クックリ刀
- 凍結手榴弾

### スワット
- MP7サブマシンガン
- トミーガン｛コマンドー｝
- MP5RASサブマシンガン
- P90サブマシンガン
- HRGネイルガン
- ヘッケラー&コッホUMP
- ライオットシールド＆グロック18（DLC）
- クリスサブマシンガン
- タクティカルナイフ
- フラッシュバン

### サバイバリスト
- 凍結放射器
- HRG アークジェネレーター
- キラーワット
- ゴアナイフ

### その他
- 9mmピストル｛ガンスリンガー｝｛シャープシューター｝
- デュアル9mmピストル｛ガンスリンガー｝｛シャープシューター｝

## SDK
このゲームには主にカスタムマップ作成のためのSDK（ソフトウェア開発キット）が公開されている。Killing Floor 2 SDKはSteamからインストール可能で、インストールにはSteam版Killing Floor 2の所有が必要である。